# Parafia Najświętszej Maryi Panny Wniebowziętej i św. Mikołaja w Książu Wielkopolskim
Parafia Najświętszej Maryi Panny Wniebowziętej i św. Mikołaja w Książu Wielkopolskim – jedna z dwóch rzymskokatolickich parafii w mieście Książ Wielkopolski, należy do dekanatu nowomiejskiego. Erygowana w 1298. Kościół parafialny wybudowany w 1755, rozbudowany w latach 1948–1949, z wieżą, barokowy z nowszym wyposażeniem. Mieści się przy ulicy Jana Pawła II.